# Santa Venera Grotta
Santa Venera Grotta è una frazione di Barcellona Pozzo di Gotto, comune italiano della città metropolitana di Messina. Ha lo stesso patrono e la stessa festa dell'adiacente quartiere di Santa Venera.

## Origini del nome
Secondo la leggenda, la martire Santa Venera di Gala si sarebbe rifugiata nella grotta nel quartiere, ai quali ha dato il nome.

## Geografia fisica

### Territorio
Si trova a circa 140 metri sul livello del mare e dista 2,24 km dal centro della città di Barcellona Pozzo di Gotto.
A 30,09 km si trova la città metropolitana di Messina e a 191,67 km il capoluogo di regione Palermo.

### Clima
La frazione si trova tra le zone climatiche A e B, con 600-900 gradi giorno. La temperatura normalmente non scende sotto i 5 gradi, ma può raggiungere anche i 40 gradi.

## Storia
Nella grotta si rifugiò Santa Venera di Gala; in seguito al martirio (avvenuto nel X secolo) è stata innalzata all'onore degli altari. Fino al XVIII secolo, i monaci basiliani celebravano nella Chiesetta la messa in rito greco-bizantino.
Si narra che in passato, ogni 25 luglio, festa patronale, i baroni De Gregorio, signori della contrada, preparassero un lauto banchetto, al quale partecipava la più bella coppia del posto, che indossava lo sfarzoso costume dell'epoca.

## Monumenti e luoghi d'interesse
Il monumento principale è la Grotta di Santa Venera, fino al 2007 visitata soprattutto per il caratteristico presepio artistico, che veniva allestito durante il periodo natalizio, ma oggi purtroppo non più fruibile dai visitatori.